# الیور کوپیک
الیور کوپیک (انگلیسی: Oliver Copestake؛ 1 September 1921 – ۱۹۵۳ (۳۱−۳۲ سال)) بازیکن فوتبال بود.
از باشگاه‌هایی که در آن بازی کرده‌است می‌توان به باشگاه فوتبال منزفیلد تاون اشاره کرد.